# 格拉本米爾巴赫河
50°00′57″N 10°24′12″E / 50.01579°N 10.40340°E
格拉本米爾巴赫河是德國的河流，位於該國東南部，由巴伐利亞負責管轄，屬於美因河的右支流，河道全長3.2公里，流經哈斯貝格縣。